# Poilão
Poilão is een klein onbewoond eiland van de Bissagoseilanden voor de kust van Guinee-Bissau in de Atlantische Oceaan. Het vormt tevens het zuidelijkst gelegen punt van het land. Het maakt deel uit van het Nationaal Park João Vieira en Poilão Maritiem. Het eiland is zwaar bebost. De dichtstbijzijnde eilanden zijn Meio (13 km) naar het noorden, Cavalos (17 km) naar het noorden en João Vieira (20 km) naar het noordnoordoosten. De oppervlakte is 43 hectare. Tussen ca. 7000 en 29.000 nesten van groene zeeschildpadden (Chelonia mydas) worden per jaar gelegd op de wereldwijd belangrijke site van het eiland Poilão. Er is een vuurtoren op het eiland, met een brandpuntsafstand van 27 m.

## Cultureel belang
Hoewel het onbewoond is, is het eiland Poilão een heilige plaats voor de mensen van de Bijagós-archipel en is het van oudsher eigendom van de gemeenschap van het eiland Roxa. Het feit dat het door de inheemse bevolking als heilig wordt beschouwd, betekende dat Poilão niet werd gebruikt als een plaats om te jagen of hulpbronnen te verzamelen. Er is geen menselijke aanwezigheid op het eiland, met uitzonderingen voor traditionele ceremonies. Onderzoekers die in 2000 een schildpaddenonderzoek op het eiland uitvoerden, vonden echter bewijs van tijdelijke schuilplaatsen, waaronder schildpadresten, op het eiland. Men denkt dat deze afkomstig zijn van niet-lokale vissers, die soms voor de kust zijn waargenomen. Omdat de ceremonies die op het eiland worden gehouden meerderjarigheidsceremonies voor mannen zijn, zijn jonge vrouwen van oudsher niet toegelaten op het eiland.
Het eiland maakt deel uit van het João Vieira en Poilão Marine National Park, dat in 2000 werd opgericht. De archipel als geheel wordt beschouwd als een biosfeerreservaat. Het eiland wordt nu regelmatig gecontroleerd door parkwachters. Lokale gemeenschappen zijn betrokken bij het beheer en de besluitvorming van het park, en veel medewerkers zijn lokaal. Op verzoek mogen deze gemeenschappen land gebruiken of op schildpadden jagen voor traditionele ceremonies. Tijdens de onderhandelingen om het park te creëren, werd overeengekomen dat het aantal schildpadden dat bij traditionele ceremonies zou worden gebruikt, zou worden verminderd en dat toegang tot de heilige eilanden zou worden verleend aan een klein aantal onderzoekers en toeristen (hoewel het onderzoek beperkt is tot het strand, omdat het bos verboden terrein blijft). Op zijn beurt werd afgesproken dat de lokale bevolking zou worden ingehuurd om te helpen bij parkactiviteiten. In 2007 werd begonnen met het regelmatig monitoren van schildpaddennesten en vanaf 2010 werden jongeren uit Roxa regelmatig in dienst genomen.

## Geografie
Poilão is 43 ha groot, met zandstranden die 2,3 kilometer van de 4 kilometer kustlijn uitmaken. Een rotsachtig intergetijdengebied strekt zich uit rond het eiland. Het regenseizoen vindt plaats van mei tot november. Het is het meest afgelegen eiland van de archipel, gescheiden van andere eilanden door een open oceaan.

## Fauna
De bossen op het eiland zijn ongestoord.
De heilige status van het eiland heeft ertoe bijgedragen dat het een zeer succesvolle broedplaats voor groene zeeschildpadden is geworden. Een onderzoek in 2000 schatte dat er 7.400 nesten van groene zeeschildpadden op het eiland werden gelegd, samen met 6 nesten van karetschildpadden. In 2014 werden 40.000 nesten op het eiland gelegd, waaronder soms meer dan 1.000 op een enkele nacht. Alleen al op Poilão nestelt 5% van de wereldwijde populatie groene zeeschildpadden, waardoor het de grootste broedplaats in Afrika is en een van de vijf grootste ter wereld. De lokale populatie groene schildpadden is stabiel gebleven ondanks een wereldwijde afname. Schildpadnesten zijn er zo overvloedig op het eiland dat veel nesten elkaar overlappen. Nesten lopen hier weinig risico's van roofdieren of overstromingen. Vanaf 2019 werden eieren uit overlappende nesten verplaatst naar João Vieira. Jaarlijks worden ook kleine aantallen nesten van lederschildpadden gelegd. Het broedseizoen loopt van juli tot oktober.
Verder komen op het eiland varanen en ocypode cursorkrabben voor. Bultruggen en tuimelaars leven in de wateren rond het eiland, net als vissen zoals Caranx, Lutjanus en haaien.